# Gøtueiði
Gøtueiði is een dorp dat behoort tot de Eysturkommuna, een gemeente in het oosten van het eiland Eysturoy op de Faeröer. Tot 1 januari 2009 hoorde het bij de Gøtu kommuna. Deze gemeente ging op die dag samen met de aangrenzende Leirvíkar kommuna tot de huidige gemeente.
Gøtueiði ligt aan het Skálafjørður fjord. Gøtueiði werd gesticht in het jaar 1850 en heeft 39 inwoners. Een andere naam voor Gøtueiði is Undir Gøtueiði.